# Henri Lauvaux
Henri Lauvaux (Francia, 9 de octubre de 1900-19 de julio de 1970) fue un atleta francés, especialista en la prueba de campo a través por equipo en la que llegó a ser medallista de bronce olímpico en 1924.

## Carrera deportiva
En los JJ. OO. de París 1924 ganó la medalla de bronce en el campo a través por equipo, logrando 20 puntos tras Finlandia (oro) y Estados Unidos (plata), siendo sus compañeros de equipo: Gaston Heuet y Maurice Norland.